# 41e régiment de mobiles

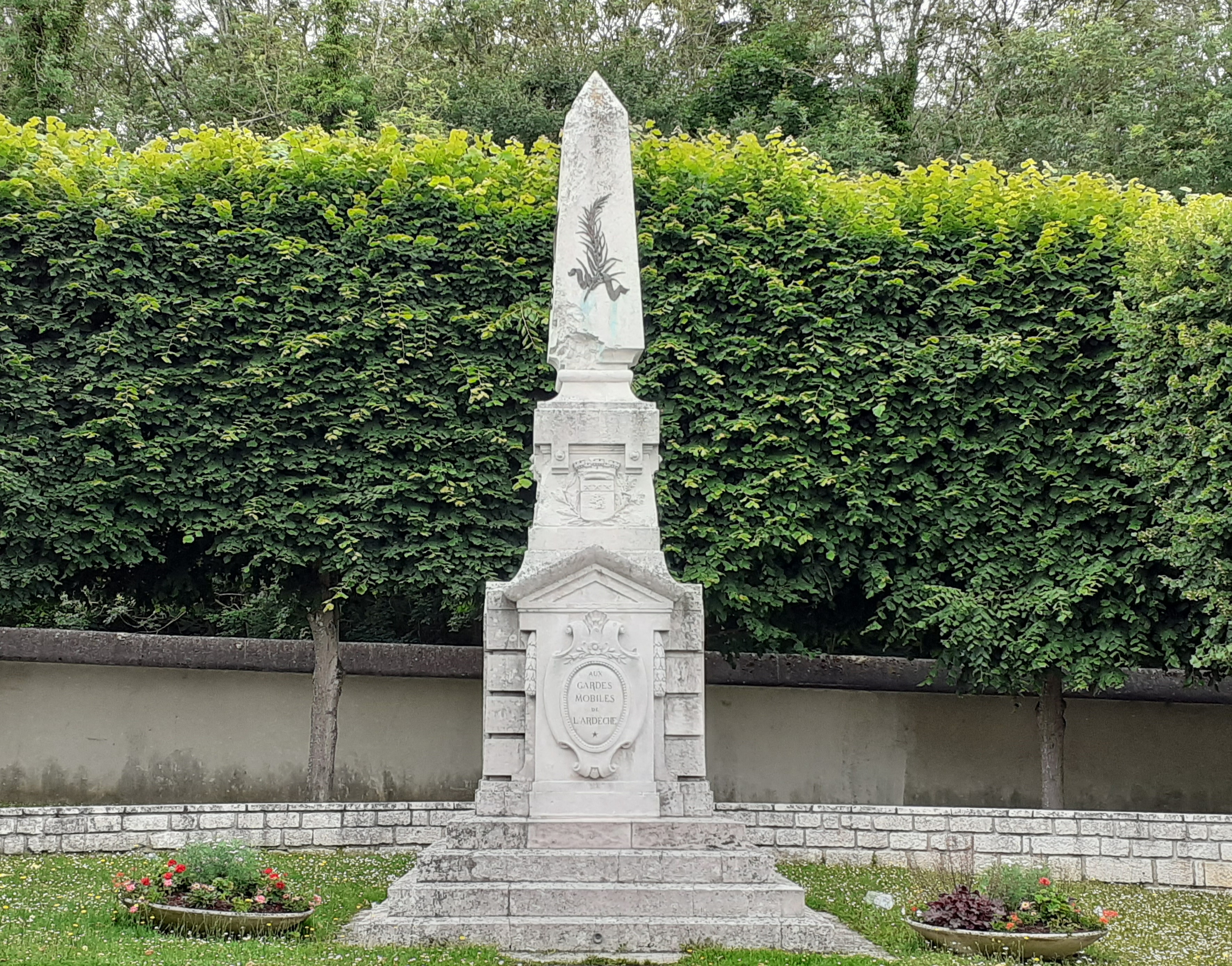
Monument de Vernon.

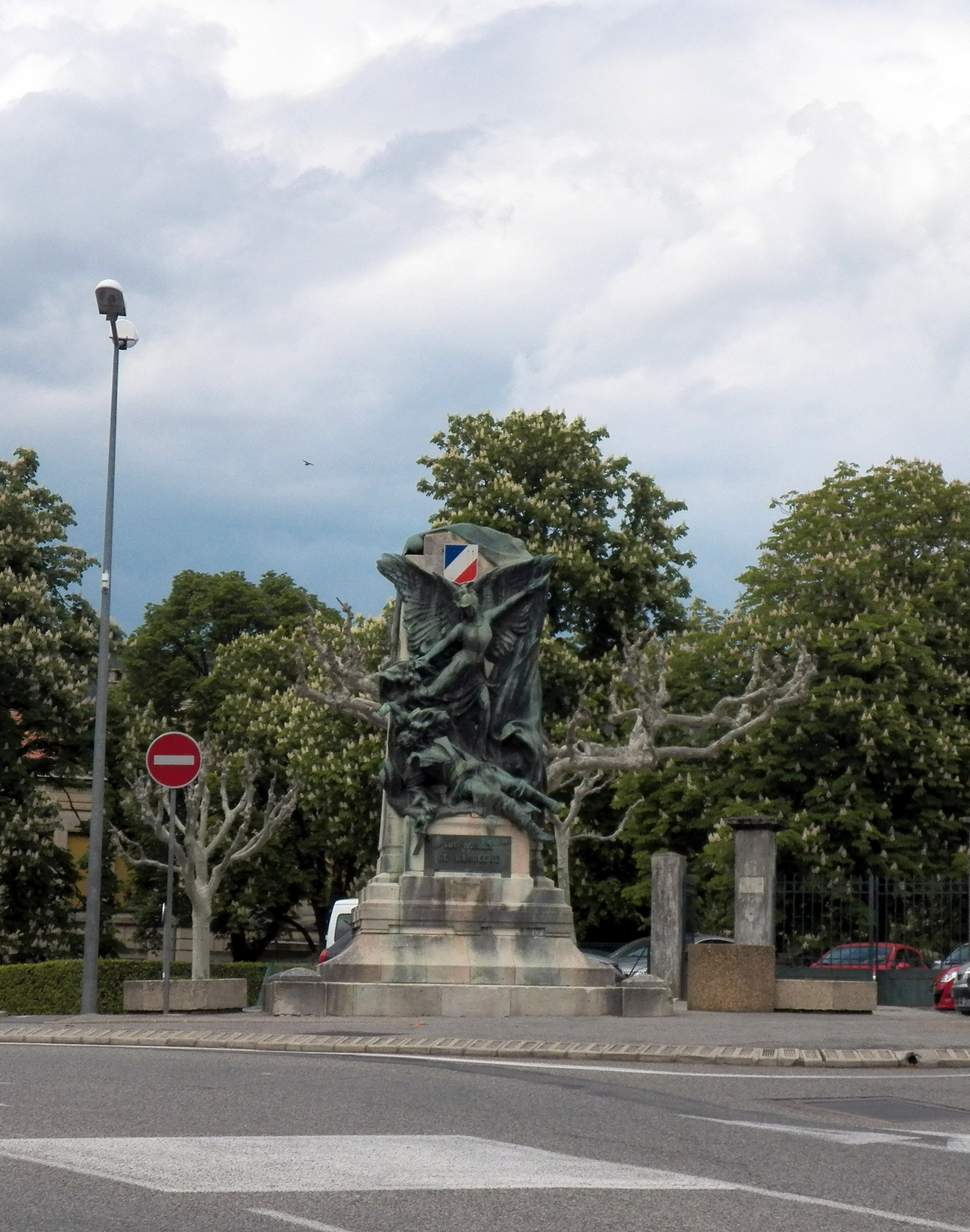
Monument aux Mobiles de l'Ardèche. Privas

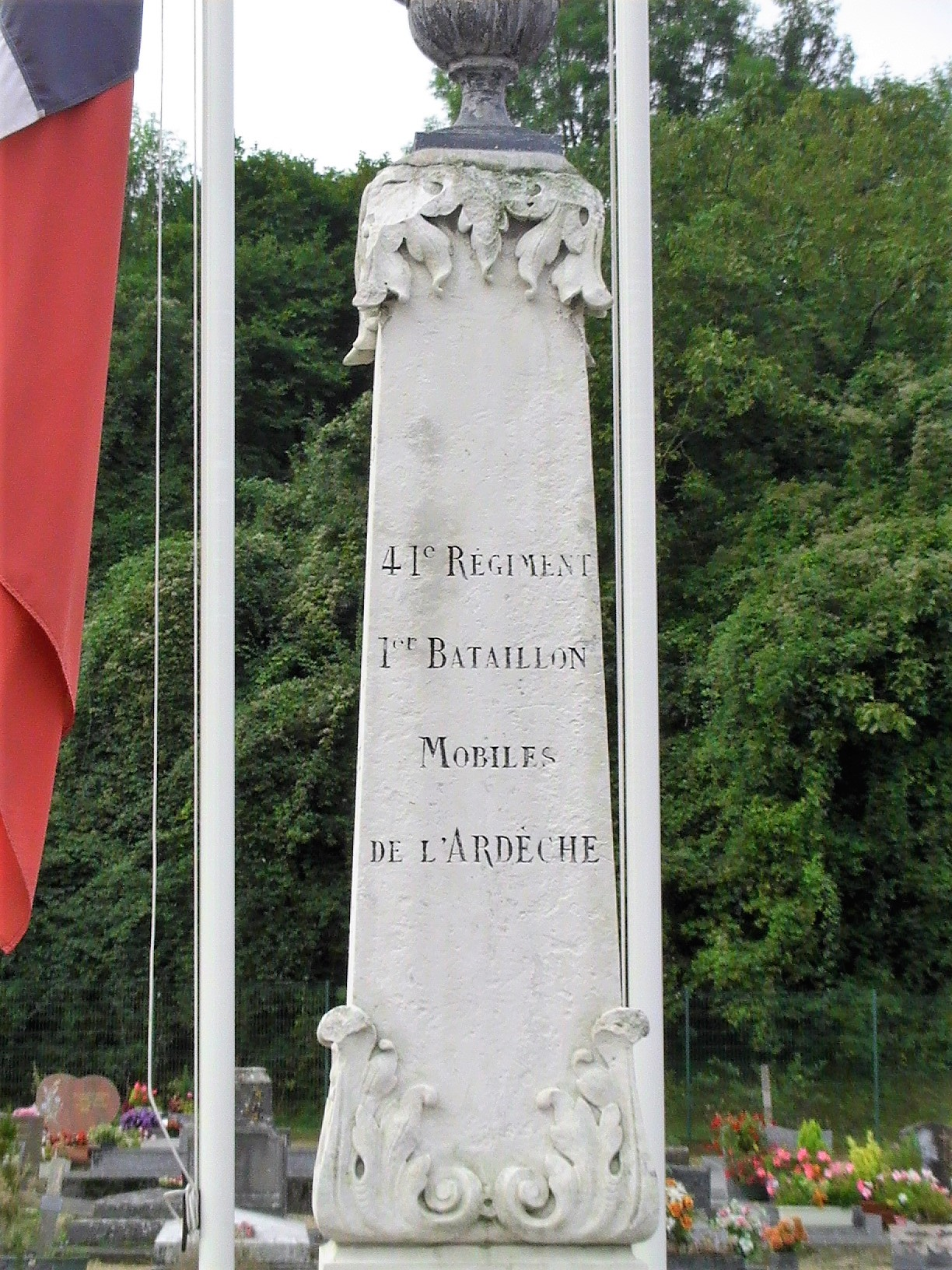
Monument au 1er bataillon des Mobiles de l'Ardèche, cimetière de Gaillon.

La Garde mobile, créée par la loi Niel du 4 février 1868, avait pour mission de suppléer l'armée d'active dans les opérations de défense du territoire.
En Ardèche, la garde nationale  mobilisée fut convoquée par décret du Gouvernement de Défense Nationale fin septembre 1870 et organisée en trois bataillons correspondant aux trois arrondissements : Privas, Tournon et Largentière, constituant le 41e régiment provisoire d'infanterie, et dirigée vers l'Eure, où elle devait participer à la défense du département.
Mais le gouvernement républicain  met en place fin septembre des unités sur le modèle des précédents corps de mobiles dont la composition et les combats sont rapportés plus particulièrement ci-dessous.
Des initiatives locales aboutissent à la création de petits groupes de francs-tireurs.
Un monument est situé à Vernon dans l'Eure, qui perpétue leur souvenir, cependant que le cimetière de Gaillon comporte un monument érigé à la mémoire du 1er bataillon.

## Composition
Les trois bataillons formés chacun de huit compagnies furent organisés en régiment sous le titre de 41e régiment provisoire d'infanterie. Adolphe Thomas fut nommé par décret du 2 septembre lieutenant-colonel commandant le régiment. Chaque bataillon avait un effectif de 1 200 hommes.
Chaque bataillon comprenait sept compagnies ayant un effectif de 172 sous-officiers et soldats, un capitaine, un lieutenant et un sous-lieutenant. Les huitièmes compagnies formaient le dépôt et restèrent longtemps dans le département avant d'être organisées en régiment pour aller se battre dans la Nièvre puis autour de Moulins.
Ils étaient tous peu formés, pas entraînés, mal équipés (d'après le lieutenant-colonel Thomas, mal chaussés et équipés de vieux fusils à percussion). Ils bénéficièrent de quelques jours de formation avant leur départ. La modernisation du matériel, en particulier l'attribution de nouveaux fusils, n'intervint qu'à la mi-novembre.
Toutes ces données sont extraites des rapports officiels inédits (op. cit.) édités à Privas en 1901.

### Premier Bataillon
Le premier bataillon (arrondissement de Largentière) fut réuni le 23 août 1870 à Privas sous les ordres du capitaine Thomas qui, par la suite prit le commandement du régiment et fut remplacé à la tête du bataillon par le capitaine Alexandre Jouve de Guilbert le 2 septembre.
- État-major : Alexandre Jouve de Guibert (de Tournon) ; Maxence de Trouilloud de Lanversin (de Largentière), lieutenant ; docteur Louis Fargier de Lagrange (de Tournon); abbé Raimbaud d'Évreux.

Première compagnie
Composée par des hommes des cantons de Burzet et Montpezat. Capitaine : Théodore de Montravel (de Joyeuse).
Deuxième compagnie
Composée des hommes des cantons de Coucouron et Saint-Étienne-de-Lugdarès. Capitaine : Henry Bourret, de Saint-Étienne-de-Lugdarès.
Troisième compagnie
Composée des hommes du canton de Joyeuse. Capitaine : Oscar Sugier, des Vans.
Quatrième compagnie
Composée des hommes de Largentière et Valgorge. Capitaine : Casimir Tirant, de Meysse.
Cinquième compagnie
Composée des hommes du canton de Thueyts. Capitaine : Casimir Dousson, de Largentière.
Sixième compagnie
Composée des hommes du canton de Vallon. Capitaine : Paul Maigron, de Saint-Alban-sous-Sampzon.
Septième compagnie
Composée des hommes du canton des Vans. Capitaine : Marcel Tournaire, des Vans.
Huitième compagnie
Composée de l'excédent des sept autres compagnies. Capitaine : Jules de Gigord, de Joyeuse.

### Deuxième Bataillon
Le deuxième bataillon (arrondissement de Privas) fut réuni le 5 septembre à Privas sous les ordres du capitaine Bertrand.
- État-Major : Achille Bertrand (de Privas), chef dudit bataillon ; Charles Ladreyt de Lacharrière ; docteur Charles Dufour (d'Annonay) ; abbé Joseph-Ferdinand Armand (de Privas).

Première compagnie
Composée des hommes d'Antraigues et d'Aubenas.
- Capitaine : M. Jammes (de la Voulte) .
- Lieutenant : le capitaine Émile Bousquainaud (de Villeneuve-de-Berg).
- Lieutenant : Achille Dubois (de Vernoux).
- Sous-lieutenant : Charles de Pazanan (de Privas) .

Deuxième compagnie
Composée des hommes de Bourg-Saint-Andéol.
- Capitaine Gatinot (de Valence) .
- Lieutenant Charles de Balestrier (de Bourg-Saint-Andéol).
- Sous-lieutenant Louis Berchon (de Privas).

Troisième compagnie
Composée des hommes des cantons de La Voulte et Rochemaure.
- Capitaine : M. Achard (de Lyon).
- Lieutenant : Charles Ladreyt de Lacharrière.
- Sous-lieutenant : M. Armand Labeaume (de Saint-Péray).

Quatrième compagnie
Composée des hommes de Privas et Chomérac.
- Capitaine : Louis Vital de Miraval (de Meysse).
- Lieutenant : M. Boyrel(de Villeneuve-de-Berg).
- Sous-lieutenant : M. Brezzy.

Cinquième compagnie
Composée des hommes du canton de Saint-Pierreville.
- Capitaine : M. Muret de La Voulte.
- Lieutenant : M. Vintenon.
- Sous-lieutenant: M. Frayol.

Sixième compagnie
Composée d'hommes du canton de Villeneuve-de-Berg.
- Capitaine : Paul Ladreyt de Lacharrière (de Privas).
- Lieutenant : M. d'Hauteville (de Chalencon.
- Sous-lieutenant : M. Boisseau (de Privas).

Septième compagnie
Composée d'hommes du canton de Viviers.
- Capitaine : Léopold Sonier de Laboissière (de Tournon-sur-Rhône).
- Lieutenant : M. Durand (de Tournon).
- Sous-lieutenant : Charles Carsignol (de Bourg-Saint-Andéol) .

Huitième compagnie
Composée de l'excédent des hommes des sept autres.
- Capitaine : M. Latune (de Saint-Péray).
- Lieutenant : M. le Baron du Bay (de Saint-Péray).
- Sous-lieutenant : Armand Labeaume (de Saint-Péray).

### Troisième Bataillon
Le troisième (arrondissement de Tournon) se réunit  à Tournon et Annonay sous les ordres du capitaine de cavalerie (démissionnaire) de Montgolfier le 12 septembre.
- État-Major : Alphonse de Montgolfier, ancien capitaine de cavalerie. M. le comte de Tournon Simiane (de Désaignes). Docteur Louis Siméon Chomel (d'Annonay). Abbé Fleury François Marie Louis Percie du Sert (d'Annonay).

Première compagnie
Composée des hommes des cantons d'Annonay et de Serrières .
- Capitaine : baron René de la Lombardière de Canson (d'Annonay)
- Lieutenant : Gabriel Frachon (d'Annonay)
- Sous-lieutenant : le comte Audoin de la Romanet de Lestrange (de Saint-Alban-d'Ay).

Deuxième compagnie
Composée des hommes du canton du  Cheylard et de Saint-Martin-de-Valamas
- Capitaine : M. Taupenas (d'Aubenas)
- Lieutenant : Auguste de Missolz (d'Annonay)
- Sous-lieutenant : Édouard Chapuis (d'Annonay).

Troisième compagnie
Composée des hommes de Lamastre et de Saint-Agrève .
- Capitaine :  M. Reboulet (de Lamastre)
- Lieutenant : Joseph de Montgolfier (d'Annonay)
- Sous-lieutenant : Paul Dagrève (de Lamastre).

Quatrième compagnie
Composée d'hommes du canton de Saint-Félicien.
- Capitaine : Louis Couturier (d'Annonay)
- Lieutenant : M. Seguin (d'Annonay).
- Sous-lieutenant : Michel de Chazotte (d'Arlebosc).

Cinquième compagnie
Composée d'hommes du canton de Saint-Pierreville.
- Capitaine : M. Muret (de La Voulte)
- Lieutenant : M. Vintenon
- Sous-lieutenant : M. Frayol.

Sixième compagnie
Composée d'hommes du canton de Villeneuve-de-Berg.
- Capitaine : Paul Ladreyt de Lacharrière (de Privas)
- Lieutenant : Henry de Hauteville. Fait prisonnier le 4 janvier 1871, il fut remplacé par M. de Marcily.
- Sous-lieutenant : M. Boisseau (de Privas).

Septième compagnie
Composée des hommes du canton de Viviers.
- Capitaine : Léopold Sonier de Laboissière (de Tournon).
- Lieutenant : M. Durand.
- Sous-lieutenant: Émile Mayaud (d'Aubenas).
- Adjudant sous-officier : Charles Carsignol (de Bourg-Saint-Andéol).

Huitième compagnie
Composée de l'excédent des sept autres, restée au dépôt à Privas, puis versée au quatrième bataillon, commandant Daval.
- Capitaine : M. Latune (de Saint-Péray).
- Lieutenant: M. le baron du Bay.
- Sous-lieutenant : Armand Labeaume.

## Combats

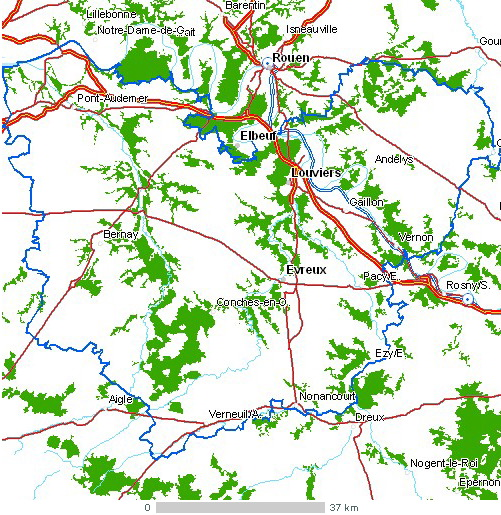
Carte de l'Eure-zone des combats

Le premier bataillon quitta Privas le 28 septembre par le train pour arriver à Évreux le 30.

### Combat d'Hécourt
À proximité de Mantes, le hameau et le bois d'Hécourt virent se dérouler à partir du 22 octobre les premiers combats avec l'armée prussienne.
Les gardes tentèrent de protéger la ligne de chemin de fer et la gare de Serquigny en se portant vers Louviers et Bernay le 20 novembre, puis firent retraite vers Gaillon et Évreux le 21 en prévision d'une offensive imminente.

### Combat de la forêt de Bizy
Le 22 novembre, l'ensemble des bataillons arrive en forêt de Bizy, entre Vernon et Pacy-sur-Eure où se trouvaient les Prussiens. Ceux-ci furent contenus dans leur tentative d'occuper Vernon et Vernonnet avec le concours des gardes nationales de Vernon.

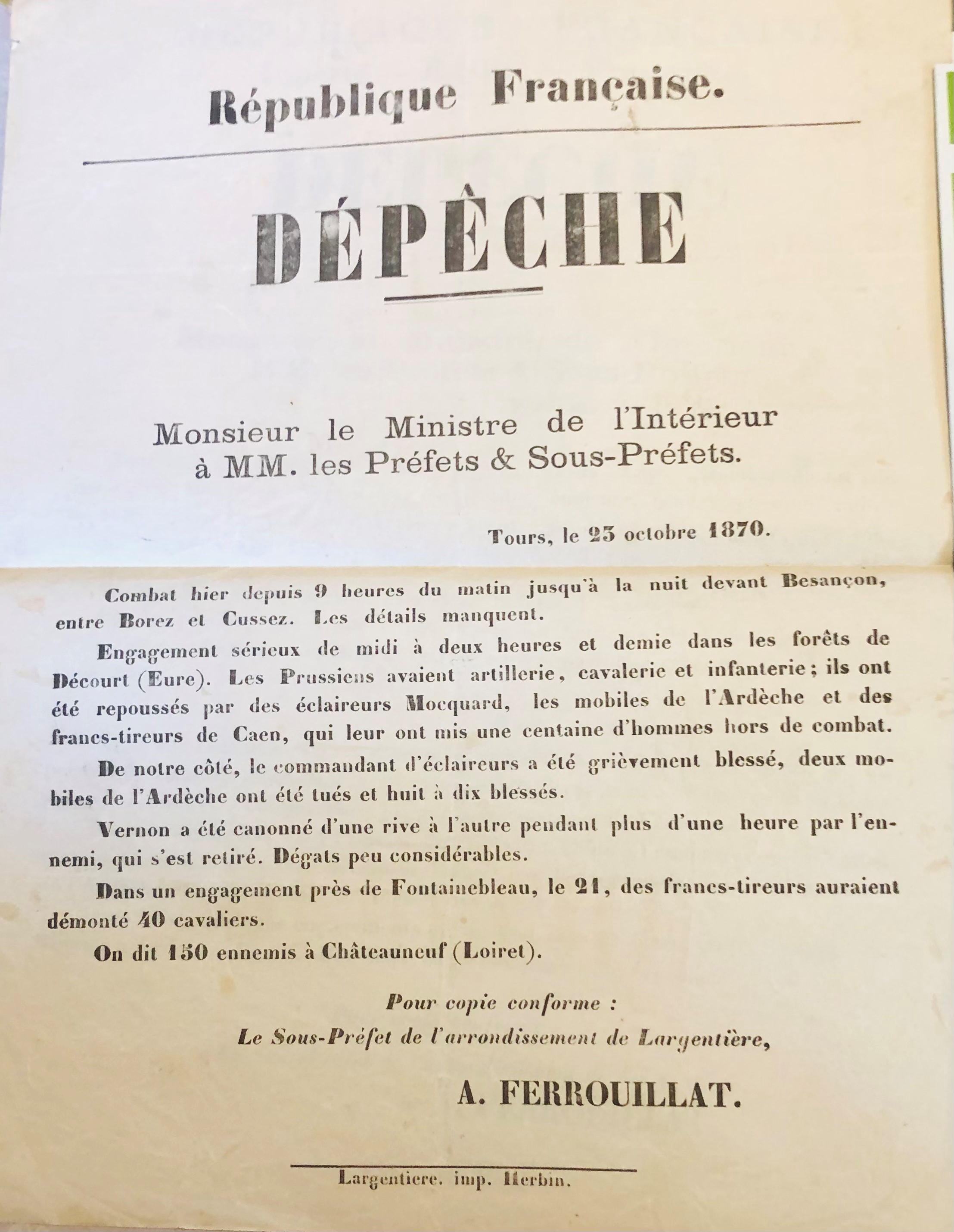
1870- Dépêche du mois d'octobre.

### Combat de Maulu
Le 26 novembre, le 3e bataillon est bombardé par l'artillerie ennemie installée près de Maulu (hameau de Blaru). Les 6e et 7e compagnies du 1er bataillon reprennent le village de Maulu à la baïonnette. Deux officiers, le capitaine Rouveure du 1er bataillon et le lieutenant Leydier du 3e bataillon sont tués ainsi que huit hommes. Pendant la première quinzaine de décembre, les troupes manœuvrent entre Bernay, Thiberville, Lisieux puis Serquigny et Grand-Couronne. Le 30 décembre, les mobiles de l'Ardèche et de l'Eure sont maîtres de Maison-Brûlée et Château-Robert. Les Prussiens sont à Grand-Couronne.

### Combats de Château-Robert et de Maison-Brûlée
Le 4 janvier au matin, les Prussiens attaquent en masse « Château-Robert », les combats font rage entre le château, Maison-Brûlée et les Moulineaux. La retraite est sonnée et s'effectue vers Bourg-Achard puis Pont-Audemer.
Le bilan de cette journée du 7 janvier est le suivant :
- 17 tués,
- 48 blessés (dont 1 officier),
- 159 prisonniers ou disparus (dont 7 officiers).

Aux Moulineaux, un monument commémore ce combat.

### Combat d'Orival

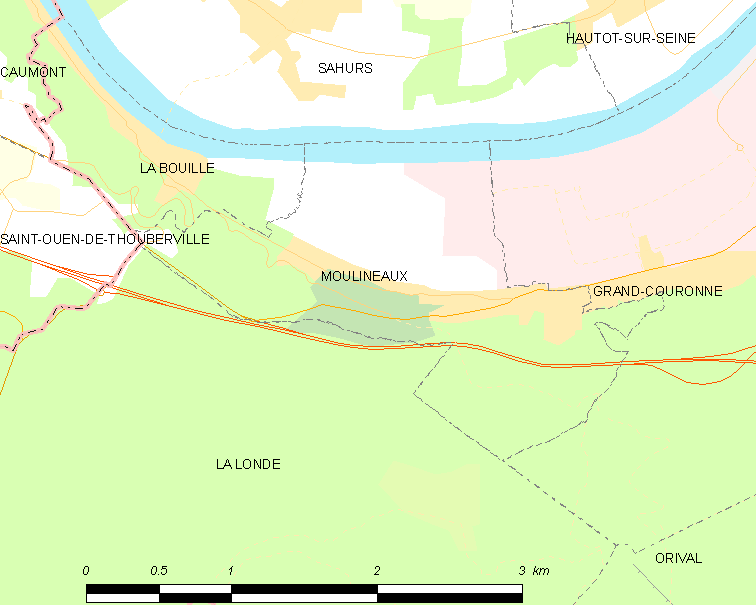
Région de Moulineaux et Orival.

Le commandant de Montgolfier et ses hommes occupent le 4 janvier au matin le plateau d'Orival. Attaqué par les Prussiens, menacé d'encerclement, il doit se résoudre à faire retraite de nuit vers Le Gros-Theil, puis Brionne.

### La campagne du4ebataillon
Ce bataillon formé par le regroupement des huitièmes compagnies fit campagne dans l'Yonne, la Nièvre et le Loiret. Il rejoint ensuite l'armée de Bourbaki. Il fut démobilisé à Anse le 2 mars 1871.

## Bilan
La retraite s'effectue par Lisieux puis la vallée de la Touques. Les bataillons rejoignent ensuite l'Armée de Bretagne après la bataille du Mans, à Caen puis à Falaise.
Après l'approbation de l'Armistice du 26 janvier par l'Assemblée nationale le 1er mars 1871, ils seront désarmés et rejoindront Bourges à pied pour prendre le train vers l'Ardèche.
Les pertes totales pour les trois bataillons furent :
- 35 tués, dont 2 officiers,
- 102 blessés, dont 1 officier,
- 228 prisonniers ou disparus, dont 7 officiers.

### In Memoriam: liste des tués au combat

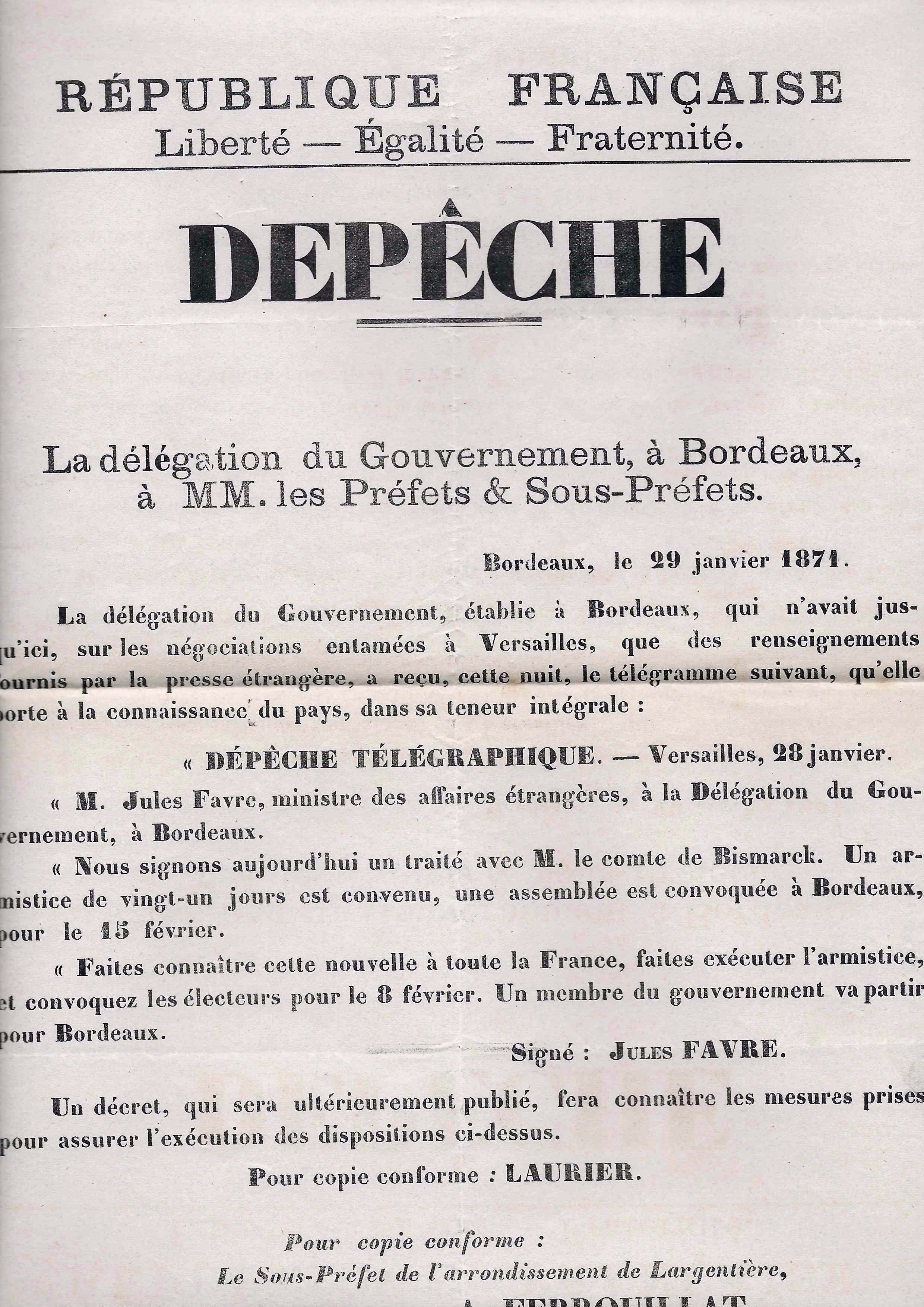
Armistice 1871

Un Livre d'or , établi en 1879 par Paul d'Albigny (fondateur de la Revue du Vivarais ) mentionne 394 noms et ne semble pas être exhaustif.
Les noms mentionnés ci-dessous sont ceux cités dans les rapports inédits de 1901.
S'y ajoutent 6 noms gravés après celui de Battendier sur le monument de Vernon : Bert, Forel, Mathon, Bouly, Rousson et Sassolas, ainsi que sur le monument de Rouen.

#### Premier bataillon
Première compagnie
- Le lieutenant Leydier[Note 2]
- Le caporal Auguste Bézal
- Les gardes-mobiles Louis Cortial[Note 2], Calixte Bonnefoy, Calixte Allix, Louis Testu.

Troisième compagnie
- Le garde-mobile Forestier[Note 2]

Quatrième compagnie
- Le garde-mobile Vedel

Septième compagnie
- Les gardes-mobiles Jauffres et Conrozier

#### Deuxième bataillon
Première compagnie
- Les gardes-mobiles Courtiade[Note 3], Bacconnier, Moulin[Note 3], Bay

Deuxième compagnie
- Le garde-mobile Eschalier

Troisième compagnie
- Les gardes-mobiles Jarniac[Note 3] et Colonge

Quatrième compagnie
- Les gardes-mobiles Fargier, Laurent, Lascombe, Chaussignant[Note 3] et Garnier

Cinquième compagnie
- Les gardes-mobiles Tracol[Note 2], Crouzé[Note 2] et Chauvet[Note 3]

Sixième compagnie
- Les gardes-mobiles Giraud[Note 3], Vernet et Riaux.

#### Troisième bataillon
Première compagnie
- Les gardes-mobiles Brias[Note 2] et Pourrat[Note 2]

Troisième compagnie
- Le garde-mobile Béal[Note 2]

Quatrième compagnie
- Le garde-mobile Morel[Note 2]

Sixième compagnie
- Le capitaine Régis Rouveure[Note 2] et les gardes-mobiles Battendier[Note 2] et Châtelet

## Galerie

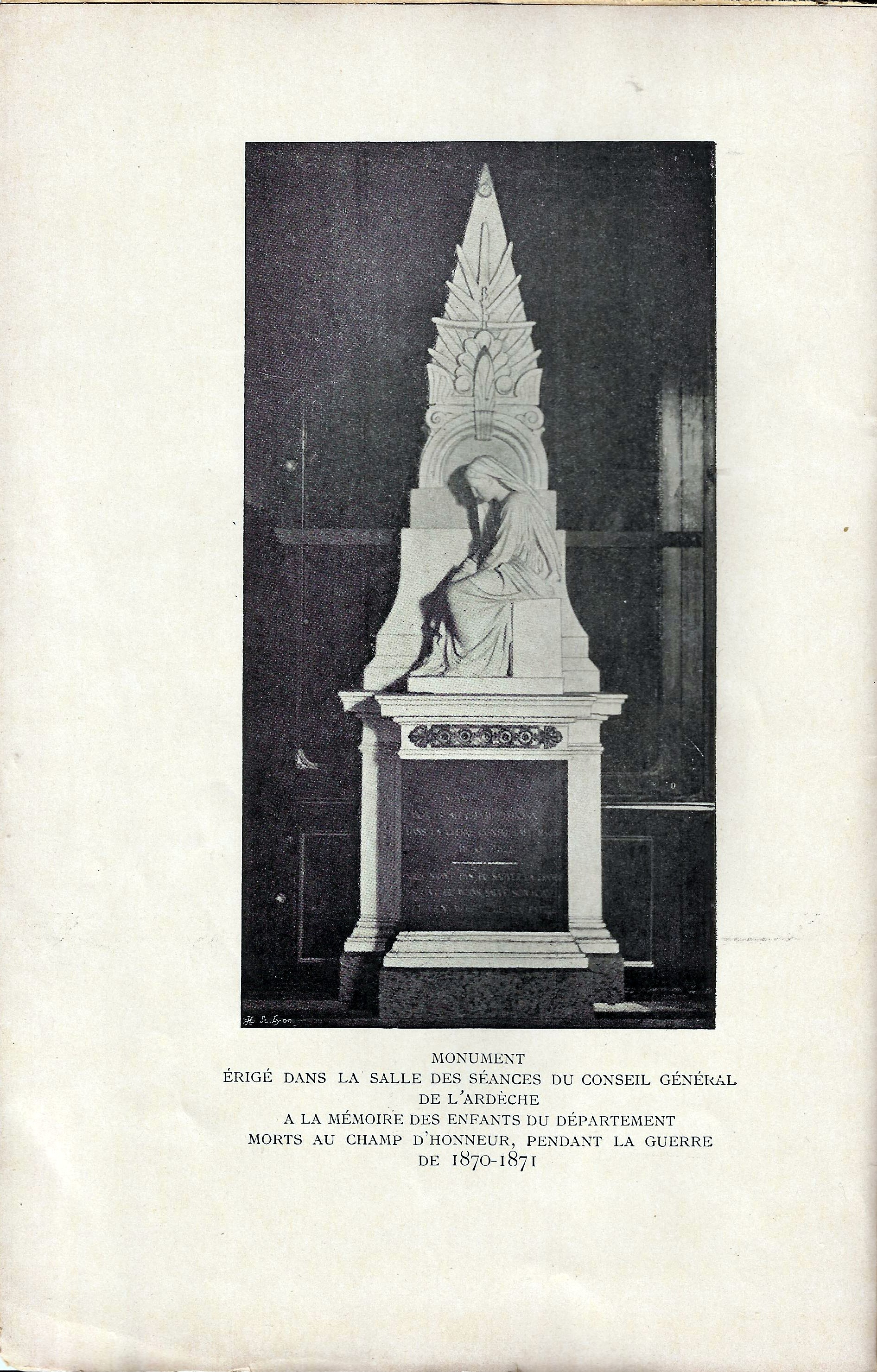
Monument aux victimes de la guerre de 1870-1871 érigé dans la salle du Conseil général à Privas.
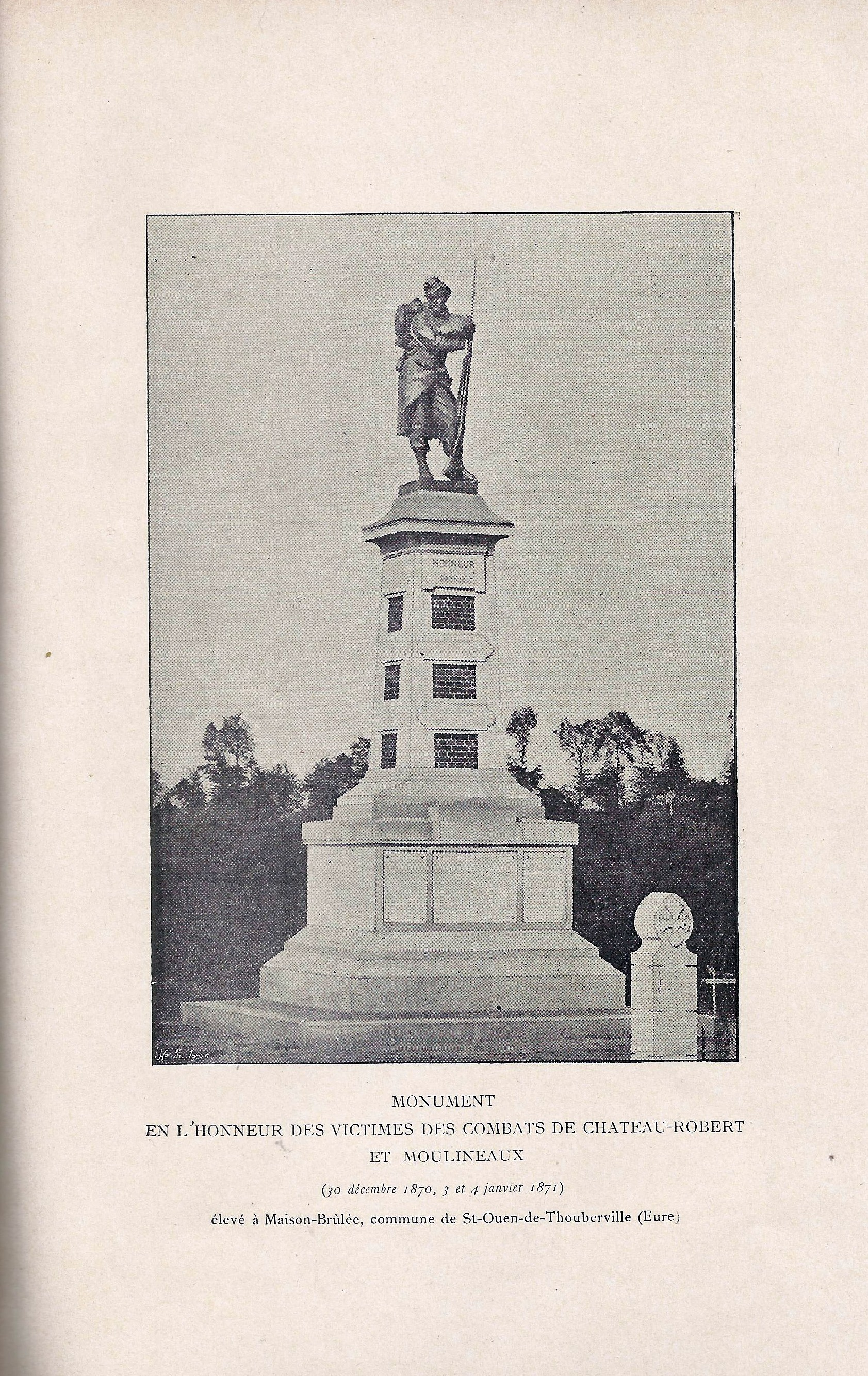
Monument aux morts des combats de Château-Robert et Moulineaux élevé à Maison-Brûlée (extrait des rapports inédits publiés en 1901).